# Giovanni Ruggia
Giovanni Ruggia (Romano Canavese, 22 maggio 1830 – Romano Canavese, 10 maggio 1916) è stato un militare italiano, insignito della medaglia d'oro al valor militare nel corso della Campagna piemontese in Italia centrale.

## Biografia
Nacque a Romano Canavese, vicino a Ivrea, il 22 maggio 1830 figlio di Giuseppe e di Margherita Ricardino.
Arruolatosi nell'Armata Sarda il 28 dicembre 1851 fu assegnato in servizio nel Reggimento Zappatori del Genio. Con la 1ª Compagnia del Battaglione Zappatori provvisorio partecipò alle operazioni militari durante la Guerra di Crimea nel 1855 e si distinse nel corso dell'assedio di Sebastopoli venendo promosso Caporale. Rientrato nel Regno di Sardegna l'8 aprile 1856, dopo due mesi fu posto in congedo. Fu richiamato in servizio attivo per lo scoppio della Seconda Guerra d'Indipendenza italiana e combatté a Vinzaglio nella Battaglia di San Martino.
Nella successiva campagna militare nelle Marche e nell'Umbria del 1860, con il grado di Sergente nel 2º Reggimento Zappatori del Genio, diede prova di coraggio il 14 settembre durante l'attacco contro la città di Perugia. Una colonna avanzante contro la città fu fermata davanti alla Porta Santa Margherita dal fuoco di moschetteria delle truppe pontificie. La 1ª Compagnia Zappatori del 2º Reggimento ricevette l'ordine di abbattere le imposte, sbarrate, della porta per aprire la via alla fanteria. Portatosi sotto le difese, armato di sola scure, riuscì a praticarvi una piccola apertura, attraverso la quale penetrò egli stesso con grave rischio personale. Rotti i serrami e resi inoffensivi gli sbarramenti avanzò con pochi altri soldati nella città, e trovatosi con la 1ª Compagnia in Piazza San Domenico nell'interno dell’abitato dalla vicina caserma venne fatto segno a nutrite scariche di fucileria. Lanciatosi contro la porta della caserma,  e diveltone lo sportello d'accesso, vi penetrò con pochi altri soldati ottenendo l'immediata resa dei difensori, oltre 50 artiglieri. Per questa impresa con Regio Decreto del 1º ottobre 1860 fu insignito della Medaglia d'Oro al Valor Militare a vivente. 
Durante quella campagna si distinse ancora nella realizzazione delle batterie di artiglieria per le operazioni contro i forti di Monte Pelago e Monte Pulito nei pressi di Ancona, compiendo il lavoro sotto l'intenso fuoco delle artiglierie nemiche.
Al termine della campagna fu posto in congedo definitivo. Si spense a Romano Canavese il 10 maggio 1916, nel pieno della Prima Guerra Mondiale. La città di Perugia gli ha conferito la cittadinanza onoraria, e gli ha intitolato una via.

### Annotazioni
1. ↑  Per questa azione anche la 1ª Compagnia zappatori ottenne una menzione onorevole.

### Fonti
1. 1 2 3 4 5 6 7 8 9 10 11 12 13 14  Combattenti Liberazione.
2. 1 2  Carolei, Greganti 1950, p. 112.
3. ↑   Medaglia d'oro al valor militare Ruggia, Giovanni, su quirinale.it, Quirinale. URL consultato l'11 luglio 2021.